# Igor Gabilondo
Igor Gabilondo del Campo (Donostia-San Sebastián, 1979. február 10. –) spanyol labdarúgó.

## Sikerei, díjai
Athletic Bilbao
- Spanyol kupa (Copa del Rey)
  - döntős: 2009
- Spanyol szuperkupa (Supercopa de España)
  - döntős: 2009
- Európa-liga
  - döntős: 2011–12